# Asesinato de Sigifredo Delgado
Sigifredo Delgado Rojas fue un abogado homosexual ecuatoriano de 47 años que murió asesinado en la ciudad de Manta, el 1 de junio de 2010. El hecho recibió amplia cobertura mediática debido a la brutalidad del hecho, dado que Delgado fue golpeado, torturado y luego estrangulado.
El asesinato de Delgado ocurrió en el contexto de unos años de particular violencia contra personas LGBT en la provincia de Manabí, específicamente en las ciudades de Manta, Montecristi y Jaramijó.

## Asesinato
Sigifredo Delgado Rojas era un abogado que llevaba viviendo en Manta alrededor de 20 años, en el sector del barrio San Pedro. Luego de que no se presentara a una audiencia que se debía celebrar el 1 de junio de 2010, su sobrina acudió a su domicilio, donde encontró su cadáver asfixiado. También se encontró un preservativo con semen en su interior.
Luego de las investigaciones, la policía descubrió que horas antes del asesinato Delgado había tenido llamadas telefónicas con un hombre llamado Jorge Cedeño Bravo, con quien habría tenido una relación sentimental. Cedeño confesó luego a una amiga que él había asesinado a Delgado durante la madrugada del 1 de junio con la ayuda de un amigo llamado Jean Pool Zamora, quien habría tenido relaciones sexuales ese día con Delgado.
En su confesión, Cedeño afirmó que había agarrado a Delgado por la espalda, luego lo habían asfixiado con las manos, le habían quemado el cuerpo con una plancha y finalmente lo habían ahorcado con el cable de la misma. Tras matarlo, los asesinos robaron las pertenencias de Delgado, entre ellas un celular, una computadora portátil, dinero en efectivo y joyas avaluadas en varios miles de dólares.

## Proceso judicial
Tras el descubrimiento del cadáver de Cedeño, la policía indicó que no contaba con pistas iniciales sobre los autores del hecho. No obstante, tras realizar las investigaciones correspondientes, el 30 de junio del mismo año anunciaron la captura de Jorge Cedeño Bravo, quien había sido interceptado por la policía cuando estaba con unos amigos en la ciudad de Montecristi. Luego de ser detenido, Cedeño afirmó que era amigo de Delgado y que no había participado en el crimen. También señaló que los asesinos habrían sido dos hombres llamados Jean Pool Zamora y Gabriel Jiménez.
En octubre del mismo año se realizó una audiencia por el crimen en que se se acusó a Cedeño y a Gabriel Jiménez del hecho, aunque las pruebas de ADN demostraron que ninguno de los dos era quien había tenido relaciones sexuales con Delgado la madrugada en que fue asesinado. Jean Pool Zamora, el otro sospechoso y quien se encontraba prófugo, pasó a ser el presunto hombre que habría usado el preservativo encontrado en el lugar.
El 15 de febrero de 2011, Cedeño fue encontrado culpable del asesinato de Delgado y sentenciado a 25 años de prisión. Entre las pruebas presentadas por la fiscalía se encontraban registros telefónicos entre él y la víctima, además del testimonio de una amiga de Cedeño, quien contó con detalle cómo él le habría confesado ser el autor del crimen. Jean Pool Zamora, quien habría participado también del asesinato, continuaba prófugo.
En febrero de 2013, la policía anunció la captura de Jean Pool Zamora, quien fue ubicado en la playa El Murciélago de Manta. En enero de 2014, Mora fue declarado culpable como coautor del asesinato de Delgado por el Sexto Tribunal de Garantías Penales de Manabí y sentenciado a 25 años de prisión, debido a la alevosía con que fue perpetrado el crimen y las torturas cometidas contra la víctima.